# Lasiopetalum glabratum
Lasiopetalum glabratum är en malvaväxtart som beskrevs av Paust. Lasiopetalum glabratum ingår i släktet Lasiopetalum och familjen malvaväxter. Inga underarter finns listade i Catalogue of Life.